# Resolutie 304 Veiligheidsraad Verenigde Naties
Resolutie 304 van de Veiligheidsraad van de Verenigde Naties werd met unanimiteit van stemmen aangenomen op 8 december 1971 en beval de Verenigde Arabische Emiraten aan voor VN-lidmaatschap.

## Inhoud
De Veiligheidsraad had de aanvraag van de Verenigde Arabische Emiraten voor lidmaatschap van de VN bestudeerd, en beval de Algemene Vergadering aan de V.A.E. het lidmaatschap te verlenen.

## Verwante resoluties
- Resolutie 297 Veiligheidsraad Verenigde Naties (Qatar)
- Resolutie 299 Veiligheidsraad Verenigde Naties (Oman)
- Resolutie 335 Veiligheidsraad Verenigde Naties (Bondsrepubliek Duitsland en Duitse Democratische Republiek)
- Resolutie 356 Veiligheidsraad Verenigde Naties (Guinee-Bissau)

Lijst ·  292 ·  293 ·  294 ·  295 ·  296 ·  297 ·  298 ·  299 ·  300 ·  301 ·  302 ·  303 ·  304 ·  305 ·  306 ·  307